# Infestation
Infestation (från latin: infestare, "angripa") betecknar ett kraftigt angrepp av en parasit, parasitoid eller ett skadedjur

## Terminologi
I allmänhet används termen "infestation" om parasitsjukdomar som orsakas av djur som leddjur (till exempel kvalster eller löss) eller maskar, men utesluter sådana som orsakas av protozoer, svampar och bakterier.

## Utvärtes och invärtes infestationer
Infestationer kan klassificeras som utvärtes eller invärtes med hänsyn till var parasiterna finns på värden.
En utvärtes eller ektoparasitisk infestation är förhållandet att organismerna huvudsakligen lever på värdens utsida och innefattar sådana som exempelvis orsakas av fästingar och andra kvalster, löss (till exempel huvudlöss, och klädlöss) och vägglöss.
En invärtes eller endoparasitisk infestation är ett förhållande där organismerna lever inuti värden och innefattar sådana som bland annat orsakas av olika maskar (exempelvis binnikemaskar, hakmaskar, spolmask, springmask med flera).
Medicinskt reserveras termen "infestation" bara för utvärtes ektoparasitiska infestationer medan termen "infektion" används om invärtes endoparasitiska omständigheter.